# Cylindrosporium aceris
Cylindrosporium aceris là một loài Ascomycetes trong họ Dermateaceae. Loài này được Kuhnh.-Lord & Barry miêu tả khoa học đầu tiên năm.
Đây là loài gây hại phát triển phổ biến ở Uzbekistan.